# Бојан Ступица
Бојан Ступица (Љубљана, 1. август 1910 — Београд, 22. мај 1970) био је редитељ, архитекта, драматург, професор, педагог, градитељ позоришта.

## Биографија
Већ са 19 година као успешан студент архитектуре у Љубљани, путовао је по Европи упознајући позоришта. Прва представа за коју је урадио превод, драматуршку обраду, реализовао сценографију, урадио костим, и најзад режирао је „Војна ин Мир“. У представи су играли Сава Северова, његова супруга скоро двадесет година, Милан Скребиншек и сам Ступица.
У периоду између 1934. и 1940. године, на потезу Марибор—Љубљана—Београд, режирао је 28 представа од којих је једну, у Београду, („Молијер“, Михајла Булгакова), која је забрањена. У Народном позоришту је дебитовао са новом сезоном 1938, такође са Северовом.
За време рата бива хапшен, прогањан и на крају интерниран у фашистички логор Гонарс близу Удина – (1942). После годину дана бива пуштен из логора али није могао да хода.
Године 1945. враћа се у позориште – на штакама. Постављен је за помоћника управника Драме Народног гледалишча у Љубљани. За непуне две године, без обзира на своје здравствено стање, остварује десет премијера са сопственим сценографијама.
На студијском путовању 1946. у Москву и Лењинград упознаје рад совјетских позоришта што за последицу има да 11. новембра 1946. Комитету за уметност и културу у Београду преда елаборат за оснивање централног југословенског театра – то је данашње Југословенско драмско позориште (ЈДП).
Као уметнички руководилац остао је на овом послу пуних осам година. (1947. до 1955). Истовремено је био и редитељ, уметнички руководилац и архитекта. Паралелно режира десетак представа од којих се неке сматрају највећим достигнућима тог доба. „Дундо Мароје“ је обишао Париз, Беч, Будимпешту, Варшаву, Москву, Лењинград, Кијев, Венецију... Ови његови успеси изазивају завист; против њега се прави завера и тражи се „преиспитивање“ његових „идеолошких скретања“. Наљућен, подноси оставку и са супругом Миром Ступицом прелази у Загреб, где га ангажује Хрватско народно казалиште (ХНК). За две и по године реконструише ХНК у уметничком и репертоарском смислу.
Потом се поново враћа у Београд, у ЈДП, али поново настају сукоби, те прелази у Народно позориште у Београду, где је радио као редитељ и уметнички руководилац.
Ступица је пројектовао и Атеље 212 у Београду.
Гостује у Сплиту (1967), Љубљани а на дужност управника ЈДП-а долази 1968. И поред нарушеног здравља поново режира и поново гради и завршава (1969) овог пута театар који ће по његовој смрти (1970) добити име „Бојан Ступица“.
Предавао је на Академији за игралско уметност 1945–1947. као професор глуме и режије. На позоришној академији 1948–1949. предаје класи режије и класи глуме, као један од првих професора. Професор је на Академији за казалишну уметност у Загребу (1955–1957) поново у класи режије и класи глуме. „Бојанове бебе“ је група глумаца, међу којима и Милан Гутовић, које је довео, 1967. у ЈДП.
У његову част од 1970. додељује се Награда Бојан Ступица.